# 云南珊瑚树
云南珊瑚树（学名：Viburnum odoratissimum var. sessiliflorum）为忍冬科荚蒾属下的一个变种。